# Lake Charles (Luisiana)
Lake Charles é uma cidade localizada no estado americano da Luisiana, na Paróquia de Calcasieu.

## Geografia
De acordo com o United States Census Bureau, a cidade tem uma área de 116 km², onde 108,9 km² estão cobertos por terra e 7,1 km² por água.

### Localidades na vizinhança
O diagrama seguinte representa as localidades num raio de 16 km ao redor de Lake Charles.

## Demografia
Segundo o censo nacional de 2010, a sua população é de 71 993 habitantes e sua densidade populacional é de 660,9 hab/km². É a quinta cidade mais populosa do estado. Possui 32 469 residências, que resulta em uma densidade de 298,06 residências/km².